# محمد بوطالب
محمد بوطالب (مواليد 1951) هو سياسي مغربي ومهندس جيولوجي شغل منصب وزير الطاقة والتعدين في حكومة إدريس جطو من عام 2002 حتى 2007. وكان عضواً في المجلس الوطني للحركة الشعبية. وكان أستاذًا في المدرسة الوطنية للصناعات المعدنية، وعمل بعدة وظائف سابقا، سكرتر داخل المديرية العامة لبرنامج الأمم المتحدة للبيئة / برنامج الأمم المتحدة للبيئة من أغسطس 2000 إلى مارس 2002، وكلف بمهام مدير عام في وزارة الطاقة والمناجم بين عامي 1997 و2000، وشغل منصب نائب مدير الجيولوجيا في عام 1997، وكان مدير مشروع "الخطة الوطنية لرسم الخرائط الجيولوجية" بين عامي 1996 و2000، كما شغل منصب رئيس قسم علوم الأرض في المدرسة الوطنية للصناعات المعدنية من 1992 إلى 1995؛ حاصل على شهادة الدكتوراه في الجيوكيمياء، ولديه العديد من البحوث المنشورات العلمية.

## الحياة الشخصية
محمد بوطالب متزوج وله ثلاثة أطفال.

## روابط خارجية
- الحكومة المغربية